# 絲鰭線塘鱧
絲鰭線塘鱧（学名：Nemateleotris magnifica），又名大口線塘鱧，为凹尾塘鱧科線塘鱧屬下的一个种。